# Civil (řeka)
Civil (čuvašsky Çавал, rusky Цивиль) je řeka v Čuvašské republice v Rusku. Je 55 km dlouhá od soutoku zdrojnic a 170 km od pramene Velké Civili. Povodí má rozlohu 4690 km².

## Průběh toku
Vzniká soutokem Velké a Malé Civili, které obě pramení v Povolžské vysočině. Ústí do Samarské přehrady. Je to pravý přítok Volhy.

## Vodní stav
Zdroj vody je převážně sněhový. Průměrný roční průtok vody ve vzdálenosti 51 km od ústí činí 17,2 m³/s. Zamrzá v listopadu a rozmrzá v dubnu.

## Využití
Je splavná. Na řece Velká Civil poblíž soutoku s Malou Civilí leží město Civilsk.